# 난방유
난방유(Heating oil)는 난방에 사용되는 석유 제품 또는 기타 기름이자 연료유이다. 가장 일반적으로 가정 난방 및 기타 건물에 사용되는 용광로 또는 보일러에 사용되는 저점도 등급의 연료유를 말한다. 가정용 난방유는 흔히 HHO로 약칭된다.
대부분의 난방유 제품은 화학적으로 자동차 연료로 사용되는 디젤 연료와 매우 유사하다. 자동차 연료에는 일반적으로 더 높은 연료세가 적용된다. 많은 국가에서는 난방유에 연료 염료를 첨가하여 법 집행 기관이 운전자가 연료세를 회피하고 있는지 확인할 수 있도록 한다. 2002년부터 솔벤트 옐로 124(Solvent Yellow 124)는 유럽 연합에서 "유로마커"(Euromarker)로 추가되었다. 세금이 부과되지 않는 디젤은 영국에서 "레드 디젤"로 알려져 있다.
난방유는 일반적으로 탱크트럭을 통해 주거용, 상업용 및 도시 건물로 배달되며 지하실, 차고 또는 건물 인근 외부에 위치한 지상 저장 탱크("AST")에 저장된다. 때때로 지하 저장 탱크("UST")에 저장되지만 AST보다는 빈도가 낮다. AST는 비용이 저렴하기 때문에 소규모 설치에 사용된다. 난방유는 산업용 연료나 발전용으로 덜 일반적으로 사용된다.
탱크와 배관의 누출은 환경 문제이다. 연방 규제 기관에 의해 위험물질(HazMat)로 분류되는 난방유의 적절한 운송, 보관 및 연소에 관한 다양한 연방 및 주 규정이 마련되어 있다.

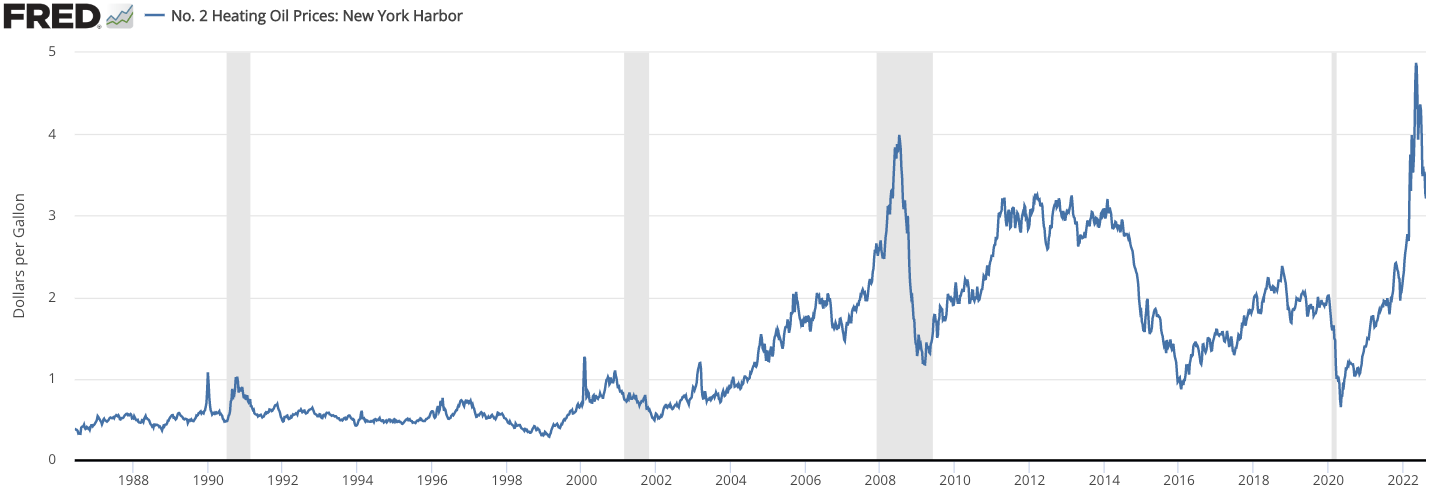
난방유가격, 1986~2022

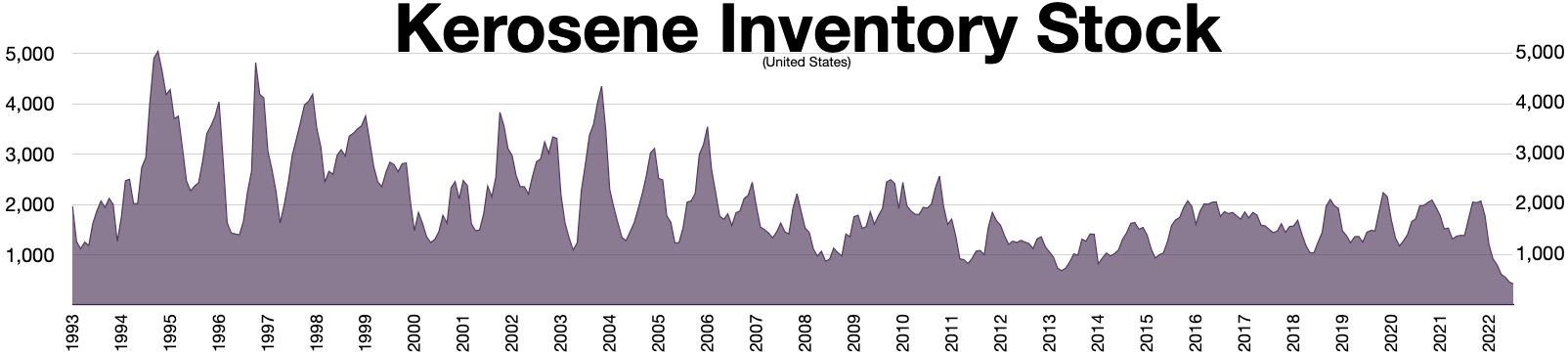
등유 재고 수준(미국), 1993-2022

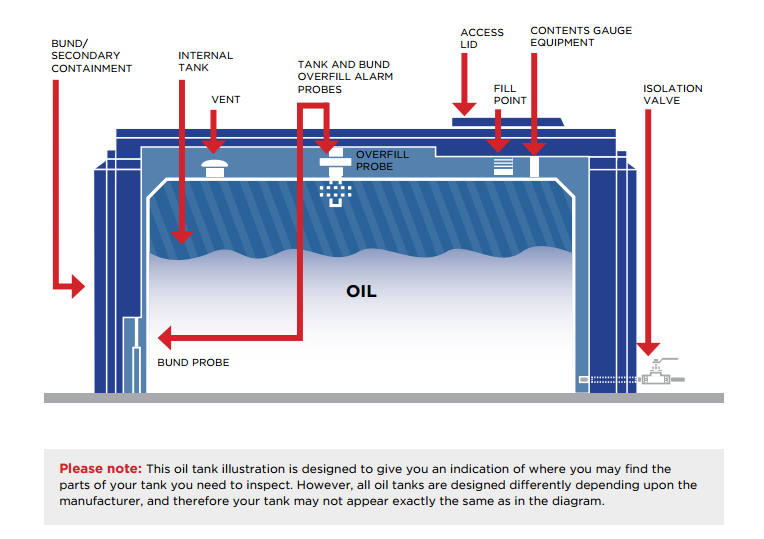
저유탱크의 검사가 필요한 부품이 어디에 있는지에 대한 예시

## 같이 보기
- 오일버너
- 위험물
- 공기조화기술